# Портрет на Павел III с внуците си Алесандро и Отавио Фарнезе
„Портрет на Павел III с внуците си Алесандро и Отавио Фарнезе“ (на италиански: Paolo III e i nipoti Alessandro e Ottavio Farnese) е картина на италианския художник Тициан от 1545 – 1546 г. Картината (210х176 см) е изложена в Зала 2 на Национален музей „Каподимонте“ в Неапол. Използваната техника е маслени бои върху платно.

## История
Картината е поръчана от рода Фарнезе и изобразява папа Павел III с двама от неговите внуци – кардинал Алесандро Фарнезе Млади и Отавио Фарнезе. Поради политическата нестабилност картината остава незавършена и неизвестна в архивите на Фарнезе в продължение на столетие. Тя е запазена за близо 200 години в двора на херцогството в Парма. Но когато мъжката приемственост в династията Фарнезе се прекъсва, Изабела Фарнезе наследява цялата Колекция „Фарнезе“ и я завещава на първородния си син Карлос III. Възкачил се на трона на Кралството на двете Сицилии през 1734 , Карлос III пренася колекцията в Неапол.

## Описание
Тициан изобразява стария папа Павел III, седнал на стол, обърнат към коленичещия му внук Отавио Фарнезе. Зад него се намира и другият му внук – Алесандро Фарнезе Млади, представен в облеклото на кардинал, a от погледа му, обърнат в друга посока, ясно се вижда, че той не участва в разговора между останалите двама герои.
На преден план са старият папа и внукът му. Вече стар и изнемощял, папата все още има силен и проницателен поглед, така добре пресъздаден от художника. Папата с очи, впити във внука, изглежда с поглед изобличава Отавио Фарнезе, който раболепно се покланя, коленичейки формално, но всъщност по-късно ще се опита да убие баща си.
Тициан очевидно е вдъхновен от картината на Рафаело Санцио Портрет на Лъв X с кардиналите Джулио де Медичи и Луиджи де Роси, в наши дни изложена в Галерия „Уфици“, Флоренция. Но в картината на Тициан, за разлика от тази на Рафаело, има динамика на действието и пастелни цветове, които създават определена атмосфера на потиснатост и мрачност.